# Kreuzpfadfinder
Ein Kreuzpfadfinder ist ein erwachsener, evangelisch geprägter christlicher Pfadfinder, der den bei den Pfadfindern gelernten Umgang auch in Kirche, Politik, Staat und Gesellschaft anwenden will.

## Herkunft
Die Ursprünge liegen in der (historischen) Christlichen Pfadfinderschaft Deutschlands (CPD), in der die Kreuzpfadfinder der sogenannte vierte „Stand“ (nach Jungpfadfinder, Knappe und Späher) waren, also eine Alters- und Erfahrungsstufe. Die Kreuzpfadfinderaufnahme war Voraussetzung, um Führungsaufgaben ab der Stammesebene aufwärts zu übernehmen.
Während der Zeit des Nationalsozialismus wurden 1934 die Gruppen der unter 18-Jährigen in die Hitlerjugend überführt. Die CPD konnte, auf etwa 2000 Kreuzpfadfinder über 18 Jahren reduziert, bis zum Verbot durch die Gestapo 1937 weiterarbeiten. Danach hielten die Kreuzpfadfinder zum Teil noch untereinander Kontakt. Nach 1945 waren sie maßgeblich an der Neuorganisation der CPD beteiligt.
Im evangelischen Verband Christlicher Pfadfinderinnen und Pfadfinder sind die Kreuzpfadfinder eine Form der Erwachsenenarbeit. Die heutige Christliche Pfadfinderschaft Deutschlands beruft sich auch in der Integration des Kreuzpfadfinderstandes auf die historische CPD.
Kreuzpfadfinder arbeiten größtenteils überbündisch, das bedeutet, dass es egal ist, aus welchem Verband oder Bund die Teilnehmer an Veranstaltungen kommen.

## Organisation
Kreuzpfadfinderrunden, bestehend aus zwei bis 30 Personen, gibt es in ganz Deutschland. Die sogenannte Dienstgemeinschaft der Kreuzpfadfinder ist das gemeinsame Forum für die Runden. Viele Kreuzpfadfinder treffen sich jedes Jahr zu Ostern an einem anderen Ort zu einem Ostertreffen.

## Kreuzpfadfinderversprechen
Alle Kreuzpfadfinder haben das folgende (oder ein ähnliches) Versprechen abgelegt: 
„Ich kenne die Grundsätze der Christlichen Pfadfinderschaft und will im Vertrauen auf die Kraft und die Hilfe Gottes danach leben. Ich will das Pfadfinderkreuz tragen als ein Zeichen der Verbundenheit mit den Brüdern und Schwestern, als Mahner zu treuem christlichen Wandel, als Bekenntnis zu meinem Herrn Jesus Christus.“

## Kontroverse um die ZeitschriftKreuzwacht
Die Zeitschrift Kreuzwacht, die sich im Untertitel als „Die Zeitschrift für Kreuzpfadfinder“ bezeichnet, gilt unter den Kreuzpfadfindern und den christlichen Pfadfinderverbänden wegen ihrer konservativen, mitunter reaktionären Inhalte als umstritten. Mit der Christlichen Pfadfinderschaft Deutschlands am 22. September 2003 und der Dienstgemeinschaft der Kreuzpfadfinder am 16. April 2005 haben sich zwei wesentliche Träger der Kreuzpfadfinderarbeit von der Kreuzwacht distanziert. Der Verband Christlicher Pfadfinderinnen und Pfadfinder hat am 7. Juli 2005 seine kritische Position gegenüber der Kreuzwacht artikuliert. Die Fritz-Riebold-Gesellschaft als Herausgeberin der Kreuzwacht hat die Vorwürfe der Dienstgemeinschaft als unbegründete Unterstellung zur Diffamierung der Kreuzwacht zurückgewiesen. Die von der Dienstgemeinschaft der Kreuzpfadfinder in obigem Zusammenhang beschlossene Abgrenzung von der Fritz-Riebold-Gesellschaft wurde am 3. Dezember 2005 teilweise zurückgenommen, das heißt, sie lädt deren Mitglieder zur Teilnahme an den Ostertreffen wieder ein.
Beschluss der Dienstgemeinschaft der Kreuzpfadfinder am 7. Juni 2013:
Die Dienstgemeinschaft der Kreuzpfadfinder beschließt auf Grundlage einer positiven Entwicklung zwischen der Fritz-Riebold-Gesellschaft e. V. und der Dienstgemeinschaft der Kreuzpfadfinder den Abgrenzungsbeschluss vom April 2005 ab sofort und ohne Einschränkung aufzuheben.
Die Dienstgemeinschaft der Kreuzpfadfinder (DG) gibt viermal jährlich die Kreuzpeilung heraus. Sie bezeichnet sich als eine Zeitung für Kreuzpfadfinder und solche, die es werden wollen oder die sich den Kreuzpfadfindern verbunden fühlen.